# BioPace

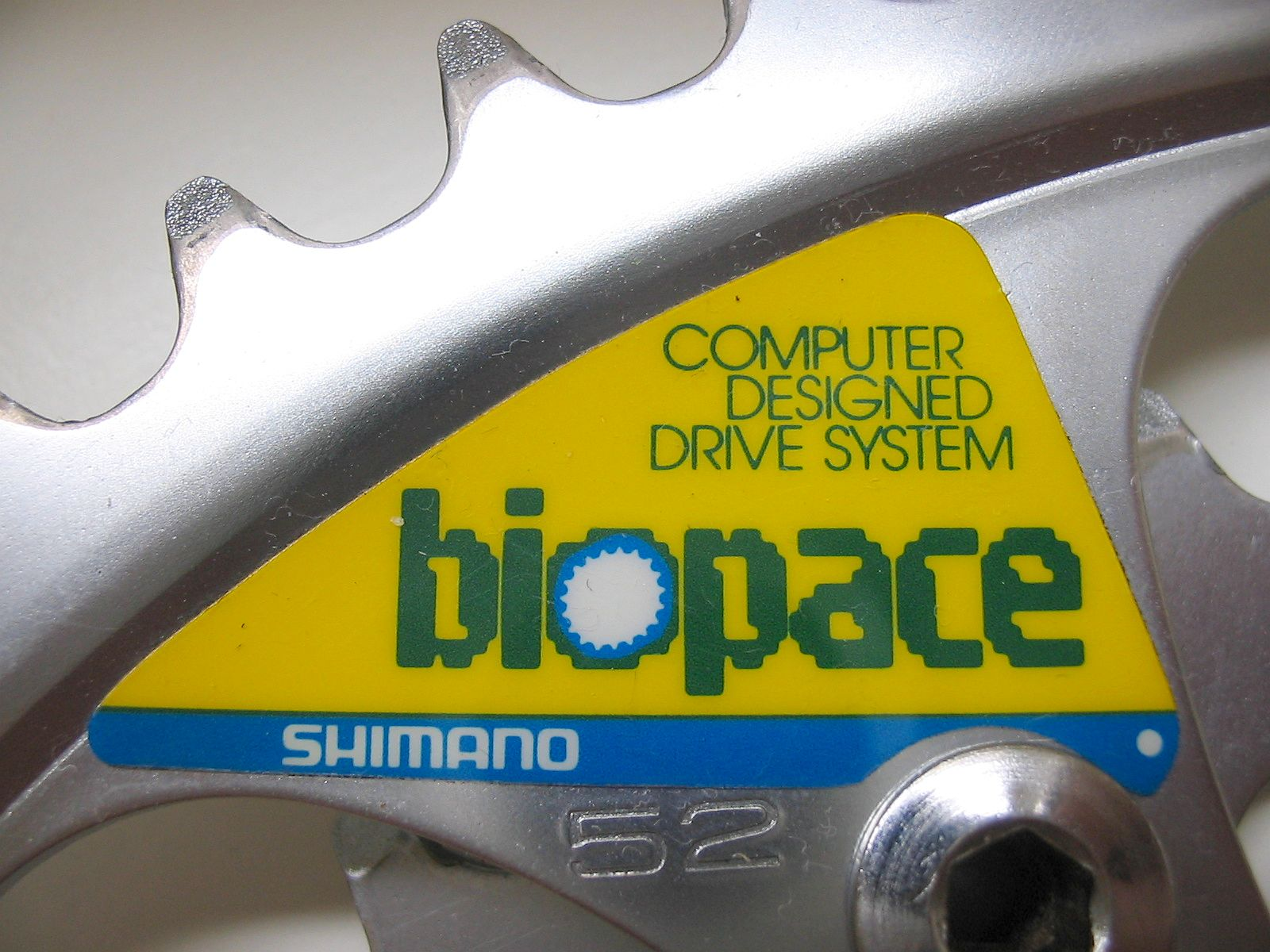
Naklejka BioPace

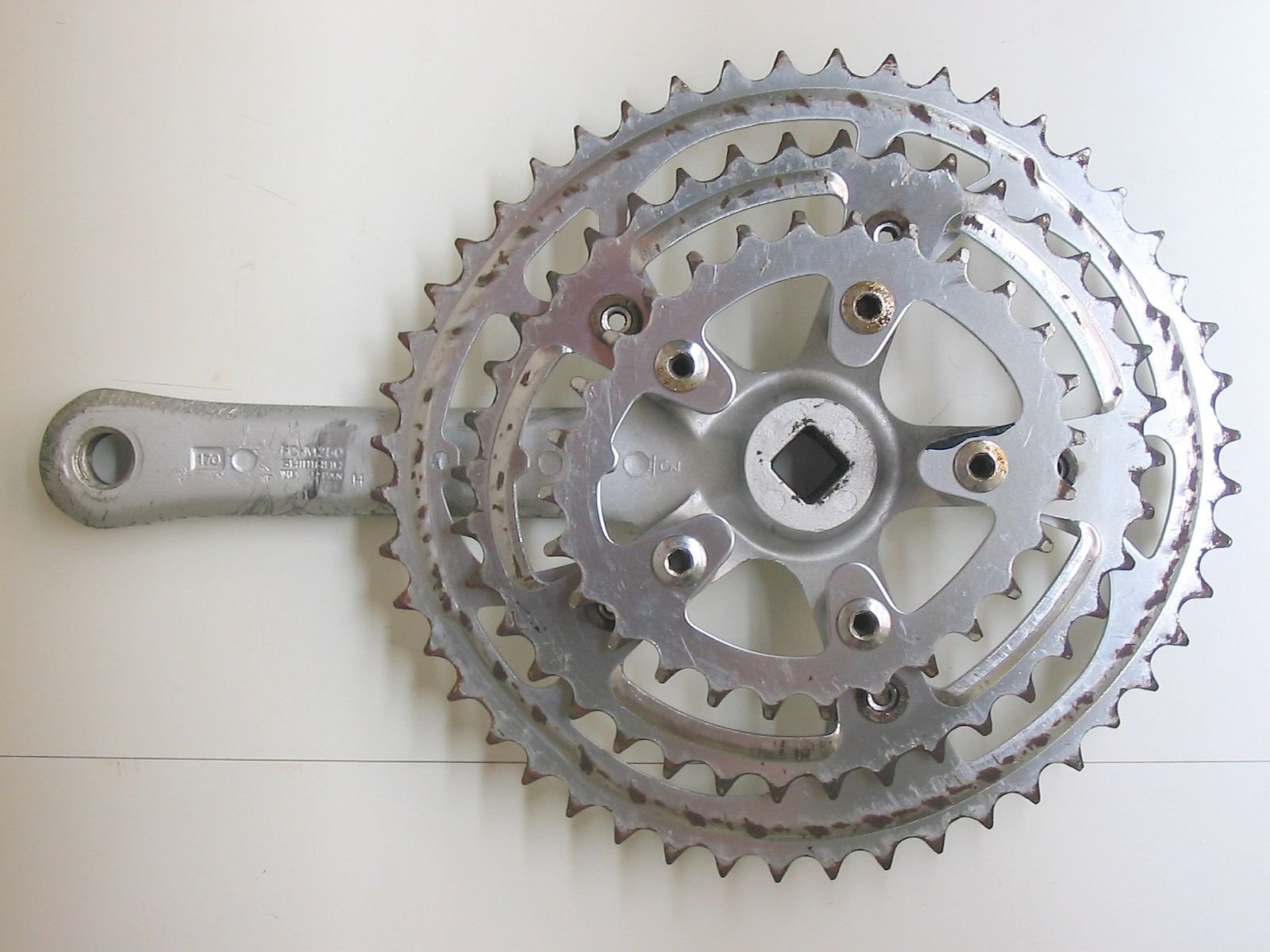
Górskie zębatki BioPace

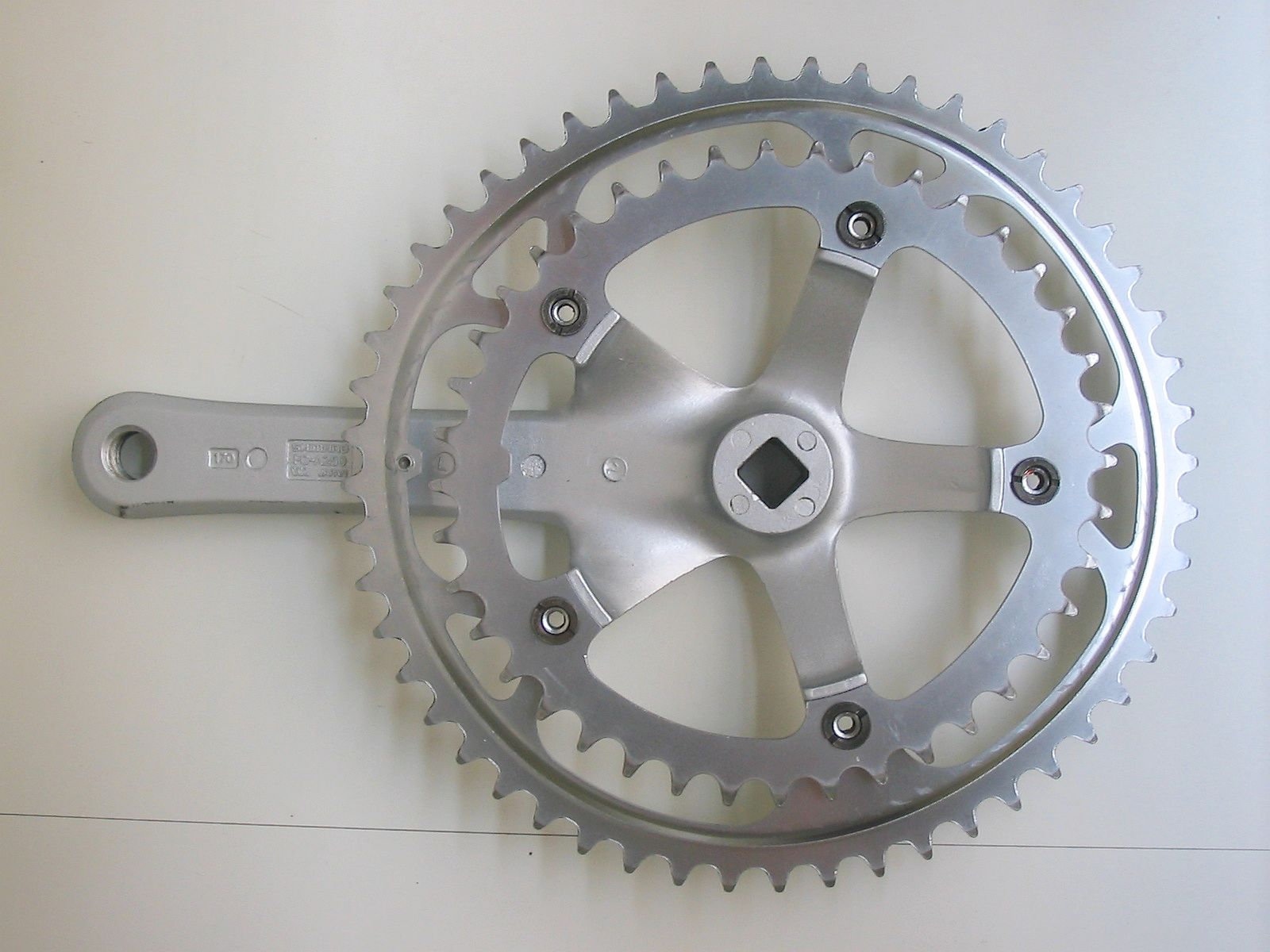
Szosowe zębatki BioPace

BioPace – rodzaj zębatek rowerowego mechanizmu korbowego zaprojektowany i opatentowany przez Shimano. Pierwsze mechanizmy korbowe wyposażone w zębatki BioPace pojawiły się w pierwszej połowie lat 80. XX wieku w grupie 600EX.
Od początków XX wieku projektanci części rowerowych próbowali sił z eliptycznymi zębatkami. Ich założeniem było wykorzystanie dużego momentu obrotowego, jaki jest generowany w chwili, gdy korby są równoległe do podłoża oraz zmniejszenie czasu przechodzenia przez tzw. „martwy punkt”, w którym moment obrotowy jest bliski zeru, gdy korby są ustawione pionowo. Rozwiązaniem okazały się zębatki w kształcie owalu, którego dłuższa oś jest równoległa do ramion mechanizmu korbowego. W praktyce okazało się, że rowerzyści mieli tendencje do zbyt wolnego obracania korbami, co prowadziło do zbyt dużych obciążeń stawów kolanowych.
Przy projektowaniu BioPace Shimano przeanalizowało dynamiczną pracę nóg rowerzysty. Efektem okazały się zębatki, których dłuższa oś nie była równoległa do korb, ale przesunięta o kilkadziesiąt stopni, a sam kształt odbiega nieco od elipsy. Według analityków Shimano, gdy rowerzysta naciska na korby, nogi nabierają rozpędu, który jest wytracany w „martwym punkcie”. Przejście przez ten punkt zabiera też nieco więcej czasu, dzięki czemu nogi zmieniają kierunek pracy wolniej. Zębatki BioPace powodowały, że rowerzyści używali efektywnie lżejszych przełożeń i dzięki temu obciążenie stawów kolanowych było mniejsze przy mniejszych obrotach niż przy użyciu okrągłych tarcz.
W założeniu zębatki BioPace zostały zaprojektowane do kręcenia 90 obrotów/minutę lub wolniej. Mimo że bez problemu da się ich używać z większymi prędkościami obrotowymi, rynek wymusił na Shimano zmianę kształtu zębatek. Nowa wersja, w której tarcze były bardziej zbliżone do okręgu i teoretycznie pozwalały na szybsze obracanie korbami, otrzymała nazwę BioPace HP (High Performance).
Po opracowaniu systemów SuperGlide i HyperDrive-C, przystosowanie do nich nieokrągłych zębatek Shimano okazało się sporym problemem, a sam BioPace powoli wychodził z mody. Z tego powodu zębatki BP powoli wycofywano z rynku od początku lat 90. XX wieku. Produkcja BioPace została zarzucona wraz z ostatnimi mechanizmami korbowymi 300EX.